# Verenigde Staten op de Olympische Zomerspelen 1908
De Verenigde Staten namen deel aan de Olympische Zomerspelen 1908 in Londen, Engeland. Het land eindigde na het gastland op de tweede plaats in het medailleklassement.

## Resultaten per onderdeel

### Boogschieten
Namens de Verenigde Staten deed één boogschutter mee. De 19 jaar oude Richardson had vier jaar eerder op de Olympische Zomerspelen 1904 brons gewonnen in het teamonderdeel. Hij won tijdens deze spelen opnieuw brons, nu individueel op het onderdeel York. Hij deed ook mee aan het onderdeel Continentaal, waarin hij als 15e eindigde.
| Onderdeel                  | Plaats | Schutter            | Score |
| -------------------------- | ------ | ------------------- | ----- |
| Mannen, dubbele York ronde | 3e     | Henry B. Richardson | 760   |
| Mannen, continentale stijl | 15e    | Henry B. Richardson | 171   |

### Atletiek
Amerikaanse atleten domineerden net als vier jaar geleden in het atletiek; ze wonnen tweemaal zoveel gouden medailles als het gastland.

#### Hardlopen
| Onderdeel                      | Plaats        | Atleet                                                          | Heats                           | Halve finale                           | Finale                      |
| ------------------------------ | ------------- | --------------------------------------------------------------- | ------------------------------- | -------------------------------------- | --------------------------- |
| Mannen, 100 meter              | 2e            | James Rector                                                    | 10,8 seconden (=OR) 1e, heat 15 | 10,8 seconden (=OR) 1e, halve finale 3 | 10,9 seconden               |
| Mannen, 100 meter              | 4e            | Nathaniel Cartmell                                              | 11,0 seconden 1e, heat 3        | 11,2 seconden 1e, halve finale 4       | 11,0 seconden               |
| Mannen, 100 meter              | Halvefinalist | William W. mei                                                  | 11,2 seconden 1e, heat 6        | 11,0 seconden 2e, halve finale 1       | Uitgeschakeld               |
| Mannen, 100 meter              | Halvefinalist | Harold Huff                                                     | 11,4 seconden 1e, heat 12       | 11,1 seconden 2e, halve finale 3       | Uitgeschakeld               |
| Mannen, 100 meter              | Halvefinalist | Lawson Robertson                                                | 11,4 seconden 1e, heat 13       | 11,2 seconden 2e, halve finale 4       | Uitgeschakeld               |
| Mannen, 100 meter              | Halvefinalist | Nathaniel Sherman                                               | 11,2 seonds 1e, heat 14         | 11,3 seconden 2e, halve finale 2       | Uitgeschakeld               |
| Mannen, 100 meter              | Halvefinalist | Lester Stevens                                                  | 11,2 seconden 1e, heat 8        | Onbekend 4e, halve finale 1            | Uitgeschakeld               |
| Mannen, 100 meter              | Halvefinalist | Robert Cloughen                                                 | 11,0 seconden 1e, heat 5        | Niet gestart —, halve finale 1         | Uitgeschakeld               |
| Mannen, 100 meter              | Halvefinalist | William F. Hamilton                                             | 11,2 seconden 1e, heat 11       | Niet gestart —, halve finale 2         | Uitgeschakeld               |
| Mannen, 100 meter              | Heats         | Edgar Kiralfy                                                   | Onbekend 4e/5e, heat 4          | Uitgeschakeld                          | Uitgeschakeld               |
| Mannen 200 meter               | 2e            | Robert Cloughen                                                 | 23,4 seconden 1e, heat 8        | 22,6 seconden 1e, halve finale 3       | 22,6 seconden               |
| Mannen 200 meter               | 3e            | Nathaniel Cartmell                                              | 23,0 seconden 1e, heat 4        | 22,6 seconden 1e, halve finale 2       | 22,7 seconden               |
| Mannen 200 meter               | Halvefinalist | William F. Hamilton                                             | 22,4 seconden 1e, heat 10       | Onbekend 2e, halve finale 1            | Uitgeschakeld               |
| Mannen 200 meter               | Halvefinalist | Nathaniel Sherman                                               | 22,8 seconden 1e, heat 12       | Onbekend 2e, halve finale 2            | Uitgeschakeld               |
| Mannen 200 meter               | Halvefinalist | Harold Huff                                                     | 22,8 seconden 1e, heat 2        | Onbekend 3e, halve finale 2            | Uitgeschakeld               |
| Mannen 200 meter               | Heats         | Lawson Robertson                                                | Onbekend 2e, heat 3             | Uitgeschakeld                          | Uitgeschakeld               |
| Mannen 200 meter               | Heats         | William W. May                                                  | Onbekend 2e, heat 11            | Uitgeschakeld                          | Uitgeschakeld               |
| Mannen, 400 meter              | Finalist      | John Taylor                                                     | 50,8 seconden 1e, heat 4        | 49,8 seconden 1e, halve finale 3       | Niet gestart                |
| Mannen, 400 meter              | Finalist      | William Robbins                                                 | 50,4 seconden 1e, heat 7        | 49,0 seconden 1e, halve finale 4       | Niet gestart                |
| Mannen, 400 meter              | Finalist      | John C. Carpenter                                               | 49,8 seconden 1e, heat 14       | 49,4 seconden 1e, halve finale 1       | Gediskwalificeerd           |
| Mannen, 400 meter              | Halvefinalist | Horace Ramey                                                    | 51,0 seconden 1e, heat 9        | Onbekend 2e, halve finale 3            | Uitgeschakeld               |
| Mannen, 400 meter              | Halvefinalist | Ned Merriam                                                     | 52,2 seconden 1e, heat 13       | Onbekend 3e, halve finale 1            | Uitgeschakeld               |
| Mannen, 400 meter              | Halvefinalist | John Atlee                                                      | 50,4 seconden 1e, heat 11       | Onbekend 3e, halve finale 4            | Uitgeschakeld               |
| Mannen, 400 meter              | Halvefinalist | William C. Prout                                                | 50,4 seconden 1e, heat 8        | Onbekend 4e, halve finale 2            | Uitgeschakeld               |
| Mannen, 400 meter              | Heats         | Paul Pilgrim                                                    | Onbekend 2e, heat 1             | Uitgeschakeld                          | Uitgeschakeld               |
| Mannen, 400 meter              | Heats         | Frederick de Selding                                            | Onbekend 2e, heat 15            | Uitgeschakeld                          | Uitgeschakeld               |
| Mannen 800 meter               | 1e            | Mel Sheppard                                                    | Niet gehouden                   | 1:58.0 1e, halve finale 2              | 1:52.8 (OR)                 |
| Mannen 800 meter               | 6e            | John Halstead                                                   | Niet gehouden                   | 2:01.4 1e, halve finale 3              | Onbekend                    |
| Mannen 800 meter               | 7-8           | Clarke Beard                                                    | Niet gehouden                   | 1:59.2 1e, halve finale 5              | Niet gefinisht              |
| Mannen 800 meter               | Halvefinalist | Harry Coe                                                       | Niet gehouden                   | Onbekend 2e, halve finale 4            | Uitgeschakeld               |
| Mannen 800 meter               | Halvefinalist | Joseph Bromilow                                                 | Niet gehouden                   | Onbekend 2e, halve finale 7            | Uitgeschakeld               |
| Mannen 800 meter               | Halvefinalist | Lloyd Jones                                                     | Niet gehouden                   | Onbekend 3e, halve finale 4            | Uitgeschakeld               |
| Mannen 800 meter               | Halvefinalist | Francis Sheehan                                                 | Niet gehouden                   | Onbekend 3e, halve finale 8            | Uitgeschakeld               |
| Mannen 800 meter               | Halvefinalist | Jim Lightbody                                                   | Niet gehouden                   | Onbekend 4e, halve finale 1            | Uitgeschakeld               |
| Mannen 800 meter               | —             | Charles Frans                                                   | Niet gehouden                   | Niet gefinisht —, halve finale 5       | Uitgeschakeld               |
| Mannen 800 meter               | —             | Horace Ramey                                                    | Niet gehouden                   | Niet gefinisht —, halve finale 7       | Uitgeschakeld               |
| Mannen 1500 meter              | 1e            | Mel Sheppard                                                    | Niet gehouden                   | 4:05.0 (OR) 1e, halve finale 2         | 4:03.4 (=OR)                |
| Mannen 1500 meter              | 7-8           | James P. Sullivan                                               | Niet gehouden                   | 4:07.6 1e, halve finale 1              | Niet gefinisht              |
| Mannen 1500 meter              | Halvefinalist | Jim Lightbody                                                   | Niet gehouden                   | Onbekend 2e, halve finale 1            | Uitgeschakeld               |
| Mannen 1500 meter              | Halvefinalist | John Halstead                                                   | Niet gehouden                   | Onbekend 2e, halve finale 2            | Uitgeschakeld               |
| Mannen 1500 meter              | Halvefinalist | Harry Coe                                                       | Niet gehouden                   | Onbekend 2e, halve finale 4            | Uitgeschakeld               |
| Mannen 1500 meter              | —             | Frank Riley                                                     | Niet gehouden                   | Niet gefinisht —, halve finale 3       | Uitgeschakeld               |
| Mannen 110 meter horden        | 1e            | Forrest Smithson                                                | 15,8 seconden 1e, heat 10       | 15,4 seconden (OR) 1e, halve finale 2  | 15,0 seconden (WR)          |
| Mannen 110 meter horden        | 2e            | John Garrels                                                    | 16,2 seconden 1e, heat 2        | 15,8 seconden 1e, halve finale 4       | 15,7 seconden               |
| Mannen 110 meter horden        | 3e            | Arthur Shaw                                                     | Walkover 1e, heat 14            | 15,6 seconden 1e, halve finale 1       | 15,8 seconden               |
| Mannen 110 meter horden        | 4e            | William Rand                                                    | 15,8 seconden 1e, heat 5        | 15,8 seconden 1e, halve finale 3       | 16,0 seconden               |
| Mannen 110 meter horden        | Halvefinalist | Leonard Howe                                                    | 15,8 seconden 1e, heat 13       | Onbekend 3e, halve finale 2            | Uitgeschakeld               |
| Mannen 400 meter horden        | 1e            | Charles Bacon                                                   | 57,0 seconden (OR) 1e, heat 3   | 58,8 seconden 1e, halve finale 2       | 55,0 seconden (OR)          |
| Mannen 400 meter horden        | 2e            | Harry Hillman                                                   | 59,2 seconden 1e, heat 6        | 56,4 seconden (OR) 1e, halve finale 1  | 55,3 seconden               |
| Mannen 400 meter horden        | Halvefinalist | Harry Coe                                                       | 58,8 seconden 1e, heat 2        | Onbekend 2e, halve finale 1            | Uitgeschakeld               |
| Mannen 3200 meter steeplechase | 3e            | John Eisele                                                     | Niet gehouden                   | 11:13.6 1e, halve finale 2             | 11:00.8                     |
| Mannen 3200 meter steeplechase | Halvefinalist | Gale Dull                                                       | Niet gehouden                   | Onbekend 2e, halve finale 4            | Uitgeschakeld               |
| Mannen 3200 meter steeplechase | Halvefinalist | Jim Lightbody                                                   | Niet gehouden                   | Onbekend 2e, halve finale 6            | Uitgeschakeld               |
| Mannen 3200 meter steeplechase | Halvefinalist | Roger Spitzer                                                   | Niet gehouden                   | Onbekend 3e, halve finale 5            | Uitgeschakeld               |
| Mannen 3200 meter steeplechase | Halvefinalist | Charles Hall                                                    | Niet gehouden                   | Onbekend 4e, halve finale 5            | Uitgeschakeld               |
| Mannen 3200 meter steeplechase | —             | Edward Carr                                                     | Niet gehouden                   | Niet gefinisht —, halve finale 1       | Uitgeschakeld               |
| Mannen 3200 meter steeplechase | —             | George Bonhag                                                   | Niet gehouden                   | Niet gefinisht —, halve finale 4       | Uitgeschakeld               |
| Mannen Olympische estafette    | 1e            | William F. Hamilton Nathaniel Cartmell John Taylor Mel Sheppard | Niet gehouden                   | 3:27.2 1e, halve finale 3              | 3:29.4                      |
| Mannen 3 mijl team             | 2e            | John Eisele                                                     | Niet gehouden                   | 14:55.0 2 punten, team=10              | 14:41.8 4 punten, team=19   |
| Mannen 3 mijl team             | 2e            | George Bonhag                                                   | Niet gehouden                   | 14:56.4 5 punten, team=10              | 15:05.0 6 punten, team=19   |
| Mannen 3 mijl team             | 2e            | Herbert Trube                                                   | Niet gehouden                   | 14:55.0 3 punten, team=10              | 15:11.0 9 punten, team=19   |
| Mannen 3 mijl team             | No plaats     | Gale Dull                                                       | Niet gehouden                   | 15:37.4 Geen score, team=10            | 15:27.0 Geen score, team=19 |
| Mannen 3 mijl team             | No plaats     | Harvey Cohn                                                     | Niet gehouden                   | Niet gestart Geen score, team=10       | 15:40.2 Geen score, team=19 |
| Mannen 5 mijl                  | 8e            | Frederick Bellars                                               | Niet gehouden                   | Onbekend 2e, halve finale 2            | Onbekend                    |
| Mannen 5 mijl                  | 10-12         | Edward Carr                                                     | Niet gehouden                   | Onbekend 2e, halve finale 3            | Niet gestart                |
| Mannen 5 mijl                  | Halvefinalist | Charles Hall                                                    | Niet gehouden                   | Onbekend 4e, halve finale 3            | Uitgeschakeld               |
| Mannen marathon                | 1e            | John Hayes                                                      | Niet gehouden                   | Niet gehouden                          | 2:55:18.4                   |
| Mannen marathon                | 3e            | Joseph Forshaw                                                  | Niet gehouden                   | Niet gehouden                          | 2:57:10.4                   |
| Mannen marathon                | 4e            | Alton Welton                                                    | Niet gehouden                   | Niet gehouden                          | 2:59:44.4                   |
| Mannen marathon                | 9e            | Lewis Tewanina                                                  | Niet gehouden                   | Niet gehouden                          | 3:09:15.0                   |
| Mannen marathon                | 14e           | Sydney Hatch                                                    | Niet gehouden                   | Niet gehouden                          | 3:17:52.4                   |
| Mannen marathon                | —             | Tom Morrissey                                                   | Niet gehouden                   | Niet gehouden                          | Niet gefinisht              |
| Mannen marathon                | —             | Michael Ryan                                                    | Niet gehouden                   | Niet gehouden                          | Niet gefinisht              |
| Mannen marathon                | —             | J. J. Lee                                                       | Niet gehouden                   | Niet gehouden                          | Niet gestart                |
| Mannen marathon                | —             | F. Lorz                                                         | Niet gehouden                   | Niet gehouden                          | Niet gestart                |
| Mannen marathon                | —             | W. O'Mara                                                       | Niet gehouden                   | Niet gehouden                          | Niet gestart                |
| Mannen marathon                | —             | A. Thibeau                                                      | Niet gehouden                   | Niet gehouden                          | Niet gestart                |
| Mannen marathon                | —             | W. Wood                                                         | Niet gehouden                   | Niet gehouden                          | Niet gestart                |

#### Sprongnummers
| Onderdeel                     | Plaats | Atleet               | Hoogte/ Afstand |
| ----------------------------- | ------ | -------------------- | --------------- |
| Mannen hoogspringen           | 1e     | Harry Porter         | 1,90 meter      |
| Mannen hoogspringen           | 5e     | Herbert Gidney       | 1,85 meter      |
| Mannen hoogspringen           | 5e     | Thomas Moffitt       | 1,85 meter      |
| Mannen hoogspringen           | 7e     | Norman Patterson     | 1,83 meter      |
| Mannen verspringen            | 1e     | Frank Irons          | 7,48 meter      |
| Mannen verspringen            | 2e     | Daniel Kelly         | 7,09 meter      |
| Mannen verspringen            | 4e     | Edward Cook          | 6,97 meter      |
| Mannen verspringen            | 5e     | John Brennan         | 6,86 meter      |
| Mannen verspringen            | 7e     | Frank Mount Pleasant | 6,82 meter      |
| Mannen verspringen            | 12e    | Sam Bellah           | 6,64 meter      |
| Mannen verspringen            | 21-32  | John O'Connell       | Onbekend        |
| Mannen hink-stap-springen     | 5e     | Platt Adams          | 14,07 meter     |
| Mannen hink-stap-springen     | 6e     | Frank Mount Pleasant | 13,97 meter     |
| Mannen hink-stap-springen     | 8e     | John Brennan         | 13,59 meter     |
| Mannen hink-stap-springen     | 9e     | Martin Sheridan      | 13,42 meter     |
| Mannen hink-stap-springen     | 16e    | Frank Irons          | 12,67 meter     |
| Mannen hink-stap-springen     | 17e    | Sam Bellah           | 12,55 meter     |
| Mannen hink-stap-springen     | 18-20  | Nathaniel Sherman    | Onbekend        |
| Mannen polsstokhoogspringen   | 1e     | Edward Cook          | 3,71 meter      |
| Mannen polsstokhoogspringen   | 1e     | Alfred Gilbert       | 3,71 meter      |
| Mannen polsstokhoogspringen   | 3e     | Charles Jacobs       | 3,58 meter      |
| Mannen polsstokhoogspringen   | 6e     | Sam Bellah           | 3,50 meter      |
| Mannen polsstokhoogspringen   | 12e    | Thomas Jackson       | 3.05 meter      |
| Mannen hoogspringen uit stand | 1e     | Ray Ewry             | 1,57 meter      |
| Mannen hoogspringen uit stand | 2e     | John Biller          | 1,55 meter      |
| Mannen hoogspringen uit stand | 4e     | Leroy Holmes         | 1,52 meter      |
| Mannen hoogspringen uit stand | 5e     | Platt Adams          | 1,47 meter      |
| Mannen hoogspringen uit stand | 8e     | Frank Irons          | 1,42 meter      |
| Mannen hoogspringen uit stand | 16e    | Martin Sheridan      | 1,37 meter      |
| Mannen hoogspringen uit stand | 19-23  | Lawson Robertson     | Onbekend        |
| Mannen verspringen uit stand  | 1e     | Ray Ewry             | 3,33 meter      |
| Mannen verspringen uit stand  | 3e     | Martin Sheridan      | 3,23 meter      |
| Mannen verspringen uit stand  | 4e     | John Biller          | 3,21 meter      |
| Mannen verspringen uit stand  | 6e     | Platt Adams          | 3,11 meter      |
| Mannen verspringen uit stand  | 6e     | Leroy Holmes         | 3,11 meter      |
| Mannen verspringen uit stand  | 8-25   | Frank Irons          | Onbekend        |
| Mannen verspringen uit stand  | 8-25   | Sigmund Muenz        | Onbekend        |

#### Werpnummers
| Onderdeel                           | Plaats | Atleet              | Afstand     |
| ----------------------------------- | ------ | ------------------- | ----------- |
| Mannen kogelstoten                  | 1e     | Ralph Rose          | 14,21 meter |
| Mannen kogelstoten                  | 3e     | John Garrels        | 13,18 meter |
| Mannen kogelstoten                  | 4e     | Wesley Coe          | 13,07 meter |
| Mannen kogelstoten                  | 6e     | Marquis Horr        | 12,83 meter |
| Mannen kogelstoten                  | 8e     | Leander Talbott     | 11,63 meter |
| Mannen kogelstoten                  | 9-25   | Wilbur Burroughs    | Onbekend    |
| Mannen kogelstoten                  | 9-25   | Martin Sheridan     | Onbekend    |
| Mannen discuswerpen                 | 1e     | Martin Sheridan     | 40,89 meter |
| Mannen discuswerpen                 | 2e     | Merritt Giffin      | 40,70 meter |
| Mannen discuswerpen                 | 3e     | Marquis Horr        | 39,45 meter |
| Mannen discuswerpen                 | 5e     | Arthur Dearborn     | 38,52 meter |
| Mannen discuswerpen                 | 6e     | Leander Talbott     | 38,40 meter |
| Mannen discuswerpen                 | 9e     | John Jesus Flanagan | 37,80 meter |
| Mannen discuswerpen                 | 10e    | Wilbur Burroughs    | 37,43 meter |
| Mannen discuswerpen                 | 12-42  | Platt Adams         | Onbekend    |
| Mannen discuswerpen                 | 12-42  | John Garrells       | Onbekend    |
| Mannen discuswerpen                 | 12-42  | Simon Gillis        | Onbekend    |
| Mannen kogelslingeren               | 1e     | John Jesus Flanagan | 51,92 meter |
| Mannen kogelslingeren               | 2e     | Matt McGrath        | 51,18 meter |
| Mannen kogelslingeren               | 3e     | Cornelius Walsh     | 48,51 meter |
| Mannen kogelslingeren               | 5e     | Leander Talbott     | 47,86 meter |
| Mannen kogelslingeren               | 6e     | Marquis Horr        | 46,97 meter |
| Mannen kogelslingeren               | 7e     | Simon Gillis        | 45,59 meter |
| Mannen kogelslingeren               | 10-19  | Benjamin Sherman    | Onbekend    |
| Mannen discuswerpen (Griekse stijl) | 1e     | Martin Sheridan     | 37,99 meter |
| Mannen discuswerpen (Griekse stijl) | 2e     | Marquis Horr        | 37,32 meter |
| Mannen discuswerpen (Griekse stijl) | 4e     | Arthur Dearborn     | 35,65 meter |
| Mannen discuswerpen (Griekse stijl) | 8e     | Wilbur Burroughs    | 32,81 meter |
| Mannen discuswerpen (Griekse stijl) | 11-23  | Platt Adams         | Onbekend    |
| Mannen discuswerpen (Griekse stijl) | 11-23  | John Garrels        | Onbekend    |

### Wielersport
| Onderdeel                   | Plaats        | Wielrenner     | Heats                  | Halve finale                     | Finale        |
| --------------------------- | ------------- | -------------- | ---------------------- | -------------------------------- | ------------- |
| Mannen 660 yards            | Halvefinalist | George Cameron | 1:05.2 1e, heat 15     | Onbekend 3e, halve finale 3      | Uitgeschakeld |
| Mannen 20 kilometer         | 4e            | Louis Weintz   | Niet gehouden          | 33:39.8 1e, halve finale 3       | Onbekend      |
| Mannen 20 kilometer         | Halvefinalist | George Cameron | Niet gehouden          | 33:39.2 2e, halve finale 4       | Uitgeschakeld |
| Mannen 100 kilometer        | —             | Louis Weintz   | Niet gehouden          | Niet gefinisht —, halve finale 2 | Uitgeschakeld |
| Mannen sprint               | Halvefinalist | George Cameron | 1:29.4 1e, heat 8      | Onbekend 2-4, halve finale 2     | Uitgeschakeld |
| Mannen sprint               | Heats         | Louis Weintz   | Onbekend 3e, heat 13   | Uitgeschakeld                    | Uitgeschakeld |
| Mannen ploegenachtervolging | —             | Onbekend       | Niet gestart —, heat 2 | Uitgeschakeld                    | Uitgeschakeld |

### Schoonspringen
Namens Amerika namen twee springers deel. Gaidzik eindigde gedeeld derde op de drie meter plank.
| Onderdeel                | Plaats | Springer       | Voorronde                | Halve finales                   | Finale        |
| ------------------------ | ------ | -------------- | ------------------------ | ------------------------------- | ------------- |
| Mannen 10 meter platform | 5e     | George Gaidzik | 81,80 punten 1e, group 1 | 61,0 punten 3e, halve finale 2  | 56,30 punten  |
| Mannen 10 meter platform | 18e    | Harold Grote   | 62,80 punten 3e, group 5 | Uitgeschakeld                   | Uitgeschakeld |
| Mannen 3 meter plank     | 3e     | George Gaidzik | 82,80 punten 1e, group 1 | 85,60 punten 1e, halve finale 2 | 80,80 punten  |
| Mannen 3 meter plank     | 9e     | Harold Grote   | 79,50 punten 2e, group 5 | 74,50 punten 5e, halve finale 2 | Uitgeschakeld |

### Kunstrijden
| Onderdeel          | Plaats | Schaatser     | Score |
| ------------------ | ------ | ------------- | ----- |
| Mannen individueel | 6e     | Irving Brokaw | 232.0 |

### Jeu de paume
In het jeu de paume won Gould het goud. Sands werd uitgeschakeld door de latere zilverenmedaillewinnaar.
| Onderdeel    | Plaats | Speler        | Laatste 16                      | Kwart- finale                  | Halve finales               | Finale/ Brons wedstrijd      |
| ------------ | ------ | ------------- | ------------------------------- | ------------------------------ | --------------------------- | ---------------------------- |
| Jeu de paume | 1e     | Jay Gould     | bye                             | Versloeg Pennell 6-3, 6-3, 6-2 | Versloeg Page 6-1, 6-0, 6-0 | Versloeg Miles 6-5, 6-4, 6-4 |
| Jeu de paume | 9e     | Charles Sands | Verloor van Miles 6-3, 6-3, 6-3 | Uitgeschakeld                  | Uitgeschakeld               | Uitgeschakeld                |

| Land tegenstander   | Gewonnen | Verloren | Percentage |
| ------------------- | -------- | -------- | ---------- |
| Verenigd Koninkrijk | 3        | 1        | .750       |
| Totaal              | 3        | 1        | .750       |

### Schieten
| Onderdeel                              | Plaats | Schutter                                                                                    | Score |
| -------------------------------------- | ------ | ------------------------------------------------------------------------------------------- | ----- |
| Mannen, 1000 yard, vrij geweer         | 2e     | Kellogg Casey                                                                               | 93    |
| Mannen, 1000 yard, vrij geweer         | 11e    | William Leuschner                                                                           | 89    |
| Mannen, 1000 yard, vrij geweer         | 13e    | Charles Benedict                                                                            | 88    |
| Mannen, 1000 yard, vrij geweer         | 13e    | Ivan Eastman                                                                                | 88    |
| Mannen, 1000 yard, vrij geweer         | 13e    | Charles Jeffers                                                                             | 88    |
| Mannen, 1000 yard, vrij geweer         | 16e    | Charles Winder                                                                              | 87    |
| Mannen, 1000 yard, vrij geweer         | 19e    | Harry Simon                                                                                 | 86    |
| Mannen, 1000 yard, vrij geweer         | 24e    | Edward Green                                                                                | 84    |
| Mannen, 1000 yard, vrij geweer         | 24e    | John Hessian                                                                                | 84    |
| Mannen, 300 meter, vrij geweer         | 2e     | Harry Simon                                                                                 | 887   |
| Mannen, 300 meter, vrij geweer         | 16e    | Edward Green                                                                                | 792   |
| Mannen, 300 meter, vrij geweer         | 29e    | John Hessian                                                                                | 746   |
| Mannen, team, militair geweer          | 1e     | William Leuschner William Martin Charles Winder Kellogg Casey Ivan Eastman Charles Benedict | 2537  |
| Mannen, klein geweer, bewegend doel    | 10e    | Walter Winans                                                                               | 13    |
| Mannen, klein geweer, verdwijnend doel | 19e    | Walter Winans                                                                               | 30    |
| Mannen, rennend hert, enkel schot      | 6e     | Walter Winans                                                                               | 21    |
| Mannen, rennend hert, dubbel schot     | 1e     | Walter Winans                                                                               | 46    |
| Mannen, pistool, individueel           | 3e     | James Gorman (schutter)                                                                     | 485   |
| Mannen, pistool, individueel           | 4e     | Charles Axtell                                                                              | 480   |
| Mannen, pistool, individueel           | 8e     | Irving Calkins                                                                              | 457   |
| Mannen, pistool, individueel           | 9e     | John Dietz                                                                                  | 455   |
| Mannen, pistool, individueel           | 19e    | Thomas LeBoutillier II                                                                      | 436   |
| Mannen, pistool, individueel           | 21e    | Reginald Sayre                                                                              | 430   |
| Mannen, pistool, individueel           | 38e    | Walter Winans                                                                               | 368   |
| Mannen, pistool, team                  | 1e     | James Gorman Irving Calkins John Dietz Charles Axtell                                       | 1914  |

### Zwemmen
| Onderdeel                                | Plaats        | Zwemmer                                               | Heats                | Halve finale               | Finale        |
| ---------------------------------------- | ------------- | ----------------------------------------------------- | -------------------- | -------------------------- | ------------- |
| Mannen 100 meter vrije stijl             | 1e            | Charles Daniels                                       | 1:05.8 1e, heat 5    | 1:10.2 1e, halve finale 2  | 1:05.6        |
| Mannen 100 meter vrije stijl             | 4e            | Leslie Rich                                           | 1:14.6 1e, heat 9    | 1:10.8 2e, halve finale 2  | Onbekend      |
| Mannen 100 meter vrije stijl             | Halvefinalist | Harry Hebner                                          | 1:11.0 1e, heat 6    | 1:11.8 3e, halve finale 1  | Uitgeschakeld |
| Mannen 100 meter vrije stijl             | Heats         | Conrad Trubenbach                                     | Onbekend 3-5, heat 2 | Uitgeschakeld              | Uitgeschakeld |
| Mannen 100 meter vrije stijl             | Heats         | Robert Foster                                         | Onbekend 3-4, heat 4 | Uitgeschakeld              | Uitgeschakeld |
| Mannen 400 meter vrije stijl             | Heats         | Budd Goodwin                                          | Onbekend 3e, heat 1  | Uitgeschakeld              | Uitgeschakeld |
| Mannen 400 meter vrije stijl             | Heats         | Conrad Trubenbach                                     | Onbekend 3e, heat 4  | Uitgeschakeld              | Uitgeschakeld |
| Mannen 1500 meter vrije stijl            | Heats         | James Green                                           | 28:09.0 2e, heat 5   | Uitgeschakeld              | Uitgeschakeld |
| Mannen 100 meter rugslag                 | Heats         | Augustus Goessling                                    | 1:29.0 2e, heat 6    | Uitgeschakeld              | Uitgeschakeld |
| Mannen 200 meter schoolslag              | Heats         | Augustus Goessling                                    | Onbekend 3e, heat 2  | Uitgeschakeld              | Uitgeschakeld |
| Mannen 4x200 meter vrije stijl estafette | 3e            | Harry Hebner Budd Goodwin Charles Daniels Leslie Rich | Niet gehouden        | 11:01.4 2e, halve finale 2 | 11:02.8       |

### Touwtrekken
| Onderdeel   | Plaats | Atleten | Kwartfinale                                      | Halve finale  | Finale        |
| ----------- | ------ | --- | ------------------------------------------------ | ------------- | ------------- |
| Touwtrekken | 5e     | Wilbur Burroughs, Wesley Coe, Arthur Dearborn, John Jesus Flanagan, Bill Horr, Matt McGrath, Ralph Rose, Lee Talbott | Verloor van Verenigd Koninkrijk Liverpool Police | Uitgeschakeld | Uitgeschakeld |

### Worstelen
| Onderdeel                 | Plaats | Worstelaar         | Laatste 16          | Kwart- finale         | Halve finales  | Finale         |
| ------------------------- | ------ | ------------------ | ------------------- | --------------------- | -------------- | -------------- |
| Vrije stijl bantamweight  | 1e     | George Mehnert     | bye                 | Versloeg Sprenger     | Versloeg Coté  | Versloeg Press |
| Vrije stijl vedergewicht  | 1e     | George Dole        | Versloeg Cockings   | Versloeg Webster      | Versloeg McKie | Versloeg Slim  |
| Vrije stijl lichtgewicht  | 5e     | John Krug          | Versloeg Hoy        | Verloor van Wood      | Uitgeschakeld  | Uitgeschakeld  |
| Vrije stijl middengewicht | 5e     | John Craige        | bye                 | Verloor van Andersson | Uitgeschakeld  | Uitgeschakeld  |
| Vrije stijl middengewicht | 5e     | Frederico Narganes | bye                 | Verloor van Beck      | Uitgeschakeld  | Uitgeschakeld  |
| Vrije stijl zwaargewicht  | 9e     | Lee Talbott        | Verloor van O'Kelly | Uitgeschakeld         | Uitgeschakeld  | Uitgeschakeld  |

| Land tegenstander   | Gewonnen | Verloren | Percentage |
| ------------------- | -------- | -------- | ---------- |
| Canada              | 1        | 0        | 1.000      |
| Verenigd Koninkrijk | 7        | 3        | .700       |
| Zweden              | 0        | 1        | .000       |
| Totaal              | 8        | 4        | .667       |

Argentinië · Australazië · België · Bohemen · Canada · Denemarken · Duitsland · Finland · Frankrijk · Griekenland · Groot-Brittannië · Hongarije · Italië · Nederland · Noorwegen · Oostenrijk · Rusland · Turkije · Verenigde Staten · Zuid-Afrika · Zweden · Zwitserland